# 沭阳站
沭阳站是位于中华人民共和国江苏省宿迁市沭阳县沭城镇的一个铁路车站，建于1995年，有新长铁路经过该站，由中国铁路上海局集团新长车务段管辖，现办理客货运业务，车站及其上下行区间未电气化。车站距离新沂站50公里，距徐州站161公里，距泰州站339公里。是三等站。

## 車站周邊
- 沭阳高级中学南校区南洋学校
- 沭阳县人民法院执行局
- 沭阳伟达技术学校
- 沭阳同济医院
- 中国银行沭阳北京路支行
- 沭阳南关医院
- 沭阳红房子医院
- 沭阳县修远中学西校区
- 沭阳县烟草专卖局
- 沭阳县实验中学
- 中国农业银行新阳支行

## 外部連結
- 中国铁路客户服务中心 （页面存档备份，存于）